# Ian Bakala
Ian Bakala est un footballeur zambien né le 1er novembre 1980. Il joue au poste de milieu de terrain.
Il a participé à la Coupe d'Afrique des nations 2006 et à la Coupe d'Afrique des nations 2008 avec l'équipe de Zambie.
Il a également participé à la Coupe du monde des moins de 20 ans en 1999.

## Carrière
- 2001-2003 : Kabwe Warriors ( Zambie)
- 2003-2004 : Germinal Beerschot A. ( Belgique)
- 2004-2005 : CAPS United ( Zimbabwe)
- 2005-2009 : Primeiro de Agosto ( Angola)
- 2010- : Kabuscorp Sport Clube do Palanca ( Angola)